# Adam Wolski (wokalista)
Adam Wolski (ur. 1968) – polski wokalista i autor tekstów, członek i lider zespołu Golden Life.

## Życiorys
Wchodzi w skład zespołu Golden Life od 1990 roku. Występuje również z zespołem Nastroje, w ramach którego współpracuje z Anną Jęczarek i Tomaszem Niemcem. Od 2023 roku był członkiem supergrupy Orkiestra Dorosłych Dzieci.
Zajmuje się także handlem winem.